# USS Chicago (CA-136)
USS Chicago (CA-136/CG-11) là một tàu tuần dương hạng nặng thuộc lớp Baltimore của Hải quân Hoa Kỳ được đưa ra hoạt động vào giai đoạn Chiến tranh Thế giới thứ hai sắp kết thúc. Nó là chiếc tàu chiến thứ ba của Hải quân Hoa Kỳ được đặt cái tên này, theo tên thành phố Chicago.
Được cho xuất biên chế vào năm 1947, đến năm 1958 nó được cải biến thành một tàu tuần dương tên lửa điều khiển thuộc lớp Albany, và tái biên chế trở lại vào năm 1964. Từ năm 1966 đến năm 1972, Chicago đã năm lần được bố trí hoạt động tác chiến ngoài khơi Việt Nam. Nó được cho ngừng hoạt động vào năm 1980, được giữ lại lực lượng dự bị cho đến năm 1989, và cuối cùng được bán để tháo dỡ vào năm 1991. Chicago đã được tặng thưởng một Ngôi sao Chiến trận do thành tích hoạt động trong Thế Chiến II, và sau đó được tặng thêm 11 Ngôi sao Chiến trận khác khi phục vụ trong cuộc Chiến tranh Việt Nam. Con tàu còn đạt các danh hiệu Đơn vị Tuyên dương Hải quân và Đơn vị Tuyên dương Anh dũng Hải quân.

## Thiết kế và chế tạo

### Thiết kế
Sau khi những giới hạn về tải trọng của tàu tuần dương hạng nặng do Hiệp ước Hải quân Washington quy định được dỡ bỏ, lớp Baltimore được thiết kế về căn bản dựa trên chiếc USS Wichita, và một phần cũng dựa trên lớp tàu tuần dương hạng nhẹ lớp Cleveland đang được chế tạo. Những chiếc Baltimore có trong lượng choán nước tiêu chuẩn lên đến 14.500 tấn Anh (14.733 t), và trang bị chín khẩu pháo 8 in (200 mm) trên ba tháp pháo ba nòng. So với lớp Wichita, vũ khí phòng không hạng nhẹ tiếp tục được tăng cường: 12 khẩu đội Bofors 40 mm bốn nòng (48 nòng pháo) cùng với 20-28 khẩu Oerlikon 20 mm. Sau Thế chiến II, pháo phòng không 20 mm bị tháo dỡ do kém hiệu quả, và pháo Bofors 40 mm được thay thế bằng pháo 3-inch/50-caliber trong thập niên 1950.

### Chế tạo
Chicago được đặt lườn vào ngày 28 tháng 7 năm 1943 tại Philadelphia, Pennsylvania, bởi Xưởng hải quân Philadelphia. Nó được hạ thủy vào ngày 20 tháng 8 năm 1944, được đỡ đầu bởi Bà Edward J. Kelly, phu nhân Thị trưởng thành phố Chicago, Illinois; và được đưa ra hoạt động tại Xưởng hải quân Philadelphia vào ngày 10 tháng 1 năm 1945 dưới quyền chỉ huy của hạm trưởng, Đại tá Hải quân Richard R. Hartung.

## Lịch sử hoạt động

### Chiến tranh Thế giới thứ hai
Chicago trải qua sáu tuần đầu tiên chuẩn bị trước khi lên đường vào ngày 26 tháng 2 đi đến Norfolk. Sau khi tiến hành các hoạt động huấn luyện và hiệu chỉnh la bàn tại vịnh Chesapeake, nó lên đường vào ngày 12 tháng 3 đi đến vịnh Paria thuộc Trinidad. Đến nơi vào ngày 18 tháng 3, nó tiến hành huấn luyện và thực tập tác xạ bờ biển tại khu vực ngoài khơi Culebra, Puerto Rico, trước khi quay trở về Norfolk vào ngày 11 tháng 4. Sau các đợt khảo sát và huấn luyện chiến thuật, nó lên đường đi Philadelphia cho việc hiệu chỉnh sau thử máy vào ngày 16 tháng 4.

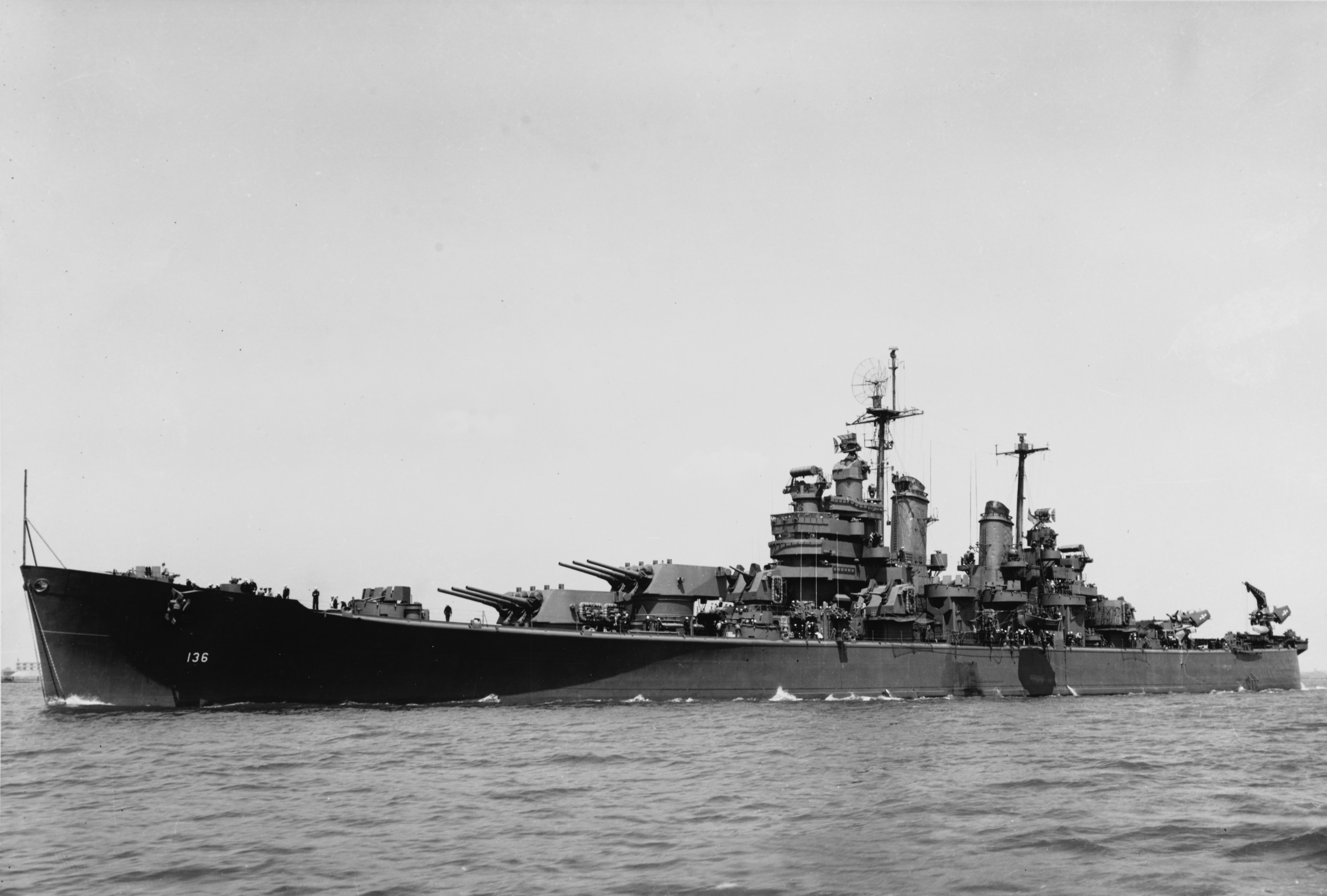
Chicago vào tháng 5 năm 1945.

Cùng với tàu khu trục Alfred A. Cunningham, chiếc tàu tuần dương mới khởi hành đi Caribbe vào ngày 7 tháng 5 trong hành trình hướng sang Thái Bình Dương. Được thiết kế để hoạt động cùng các lực lượng tấn công và đổ bộ, Chicago tận dụng thời gian di chuyển tiến hành nhiều hoạt động tập luyện phòng không, tác xạ và dò tìm mục tiêu bằng radar. Sau khi được tiếp nhiên liệu tại San Juan, Puerto Rico vào ngày 11 tháng 5, nó trải qua ba ngày tiến hành huấn luyện tác xạ trước khi lên đường đi Colon, Panama vào ngày 15 tháng 5. Băng qua kênh đào trong ngày hôm sau, nó đi đến Trân Châu Cảng vào ngày 31 tháng 5.
Tiếp theo sau một giai đoạn huấn luyện tác xạ, phòng không và bắn phá bờ biển khác ngoài khơi đảo Kahoolawe, chiếc tàu tuần dương lại lên đường vào ngày 28 tháng 6 hướng đến Eniwetok thuộc quần đảo Marshall. Cùng với thiết giáp hạm North Carolina, Chicago đi đến hòn đảo san hô vào ngày 5 tháng 7 và được tiếp nhiên liệu từ tàu chở dầu Pan American. Lên đường cùng ngày hôm đó, có tàu khu trục Stockham hộ tống trong nhiệm vụ chống tàu ngầm, nó gia nhập Đội đặc nhiệm 38.4 của Chuẩn đô đốc Radford ở về phía Bắc quần đảo Mariana vào ngày 8 tháng 7.
Được bổ sung vào lực lượng phòng không hộ tống, Chicago đã bảo vệ cho các tàu sân bay của đội đặc nhiệm khi chúng tiến hành không kích khu vực đồng bằng Tokyo, Honshū, Nhật Bản vào ngày 10 tháng 7. Sau khi được tiếp nhiên liệu trong ngày 12 tháng 7, đội đặc nhiệm quay trở lại khu vực bờ biển Nhật Bản tung các đợt không kích nhắm vào sân bay, tàu bè và tuyến đường sắt tại các khu vực phía Bắc Honshū và Hokkaidō vào ngày hôm sau.
Sang ngày 14 tháng 7, cùng các thiết giáp hạm South Dakota, Indiana và Massachusetts, tàu tuần dương Quincy cùng chín tàu khu trục thuộc lực lượng bắn phá của Chuẩn đô đốc Shafroth, Chicago tiếp cận bờ biển phía Bắc Honshū để bắn phá khu vực công nghiệp Kamaishi. Lúc 12 giờ 12 phút, chiếc tàu tuần dương tham gia cùng các thiết giáp hạm nả pháo xuống nhà máy thép và nhà kho. Mặc dù khói bốc lên dày đặc cản trở việc chỉ điểm mục tiêu từ các thủy phi cơ trinh sát, sự phối hợp vạch trước mục tiêu qua không ảnh cùng với thông tin định vị bằng radar đã cho phép các khẩu pháo của Chicago bắn cháy nhiều tòa nhà và nhà kho, cũng như các kho dầu lân cận. Đến 12 giờ 51 phút, dàn pháo hạng hai của chiếc tàu tuần dương nổ súng vào một tàu nhỏ của Nhật Bản có kích cỡ một tàu khu trục hộ tống. Nó trúng đạn, bốc cháy và bị buộc phải rút lui trở vào cảng. Lực lượng đặc nhiệm rút lui lúc 14 giờ 26 phút, để lại cảng chìm trong biển khói.
Ngày hôm sau, Chicago hoạt động như một "tàu chở thủy phi cơ tạm thời" khi thiết giáp hạm Iowa chuyển các thủy phi cơ SC Seahawk của nó sang chiếc tàu tuần dương. Bằng cách treo một máy bay qua mạn tàu bằng cần cẩu, thủy thủ đoàn vẫn có thể phóng một thủy phi cơ Seahawk bằng máy phóng cho các hoạt động trinh sát. Sau các hoạt động tiếp tế trong ngày 16 tháng 7, nó tiếp tục hộ tống các tàu sân bay khi chúng tung ra các cuộc không kích xuống khu vực đồng bằng Tokyo, phía Bắc Honshū và Hokkaidō, cũng như khu vực Kure-Kobe trong hai tuần lễ tiếp theo.
Ngày 29 tháng 7, cùng với thiết giáp hạm Anh HMS King George V và nhiều thiết giáp hạm Hoa Kỳ, Chicago tham gia vào một cuộc bắn phá ban đêm xuống cảng Hamamatsu. Sử dụng radar và được hỗ trợ bởi máy bay trinh sát ném pháo sáng và rocket, lực lượng đã bắn pháo vào các cầu, nhà máy và nhà ga đường sắt trong hơn một giờ. Gia nhập lại lực lượng đặc nhiệm năm giờ sau đó, Chicago hộ tống các tàu sân bay khi chúng tiến hành không kích khu vực Tokyo-Nagoya.
Các hoạt động cùng với tàu sân bay, bao gồm một lần chuyển hướng về phía Nam nhằm né tránh một cơn bão, được tiếp tục cho đến ngày 9 tháng 8, khi lực lượng bắn phá của Chuẩn đô đốc Shafroth quay trở lại Kamaishi. Các thiết giáp hạm, được tháp tùng bởi Chicago, ba tàu tuần dương hạng nặng khác và một tàu tuần dương hạng nhẹ của Hải quân Hoàng gia Anh, tiến hành cuộc bắn phá kéo dài hai giờ xuống thị trấn trước khi quay trở lại lực lượng đặc nhiệm tàu sân bay.
Trong sáu ngày tiếp theo, chiếc tàu tuần dương hộ tống các tàu sân bay khi chúng tung ra các cuộc không kích liên tục xuống các đảo chính quốc Nhật Bản cho đến ngày 15 tháng 8, khi Nhật Bản chấp nhận đầu hàng. Chicago tiếp tục ở lại cùng các tàu sân bay cho đến ngày 23 tháng 8, khi nó hướng đến Nhật Bản. Thả neo tại Sagami Wan vào ngày 27 tháng 8, rồi di chuyển vào vịnh Tokyo ngày 3 tháng 9, chiếc tàu tuần dương hỗ trợ vào việc chất dỡ thiết bị và tiếp liệu cho lực lượng chiếm đóng của Đệ Tam hạm đội.

### Sau chiến tranh
Sau khi chuyển 47 người cùng đội thủy binh phối thuộc đến hoạt động tại Căn cứ Hải quân Yokosuka, Chicago ở lại cảng cho đến ngày 23 tháng 10, khi nó lên đường làm nhiệm vụ giải giới quần đảo Izu. Trong gần hai tuần tiếp theo, các nhóm thị sát đã giúp lực lượng Nhật Bản trú đóng tại O Shima và Nii Shima phá hủy các khẩu pháo, kho đạn và các thiết bị quân sự khác trên các đảo này. Ba ngày sau, 7 tháng 11, chiếc tàu tuần dương lên đường quay về San Pedro, California.
Về đến nơi vào ngày 23 tháng 11, Chicago trải qua đợt đại tu tại Xưởng hải quân San Pedro trước khi trở sang Viễn Đông. Lên đường vào ngày 24 tháng 1 năm 1946, chiếc tàu tuần dương đến Thượng Hải vào ngày 18 tháng 2 làm nhiệm vụ chiếm đóng. Nó ở lại đây cho đến ngày 28 tháng 3 trong vai trò soái hạm của lực lượng Tuần tra Dương tử, rồi lên đường đi Sasebo, Nhật Bản, nơi nó trở thành soái hạm của Lực lượng Hải quân Hỗ trợ tại vùng biển Đế quốc Nhật Bản. Chiếc tàu chiến còn ghé thăm nhiều cảng Nhật Bản khác trước khi khởi hành vào ngày 14 tháng 1 năm 1947 đi về Bờ Tây Hoa Kỳ. Di chuyển đến Xưởng hải quân Puget Sound, chiếc tàu tuần dương được cho xuất biên chế vào ngày 6 tháng 6 năm 1947 để đưa về lực lượng dự bị.

### Tái cấu trúc thành tàu tuần dương tên lửa điều khiển
Vào ngày 1 tháng 11 năm 1958, Chicago được xếp lại lớp với ký hiệu mới CG-11, và được kéo đến Xưởng hải quân San Francisco bắt đầu công việc cải biến thành một tàu tuần dương tên lửa điều khiển vốn kéo dài đến 5 năm. Bắt đầu từ ngày 1 tháng 7 năm 1959, toàn bộ cấu trúc thượng tầng được tháo dỡ, thay thế bằng những ngăn làm bằng nhôm, bổ sung thiết bị điện tử hiện đại, trung tâm thông tin hành quân được trang bị một Hệ thống Thông tin Chiến thuật Hải quân (NTDS: Naval Tactical Data System) cải tiến. Tiêu biểu cho sự tập trung vào kỹ thuật tên lửa điều khiển mới, Chicago được trang bị các hệ thống tên lửa đất-đối-không RIM-24 Tartar và RIM-8 Talos, bao gồm hầm chứa, thiết bị nạp, bệ phóng và hệ thống dẫn đường. Ngoài ra nó còn có các ống phóng ngư lôi ba nòng, hai ống phóng tên lửa RUR-5 ASROC chống tàu ngầm, hai Hải pháo 127 mm (5 inch)/38 caliber và hai máy bay trực thăng chống tàu ngầm.
Được thiết kế để bảo vệ trên không, trên biển và dưới nước tầm xa cho lực lượng đặc nhiệm, Chicago được tái biên chế trở lại tại Xưởng hải quân San Francisco vào ngày 2 tháng 5 năm 1964, và được điều về Chi hạm đội Tuần dương-Khu trục 9 thuộc Hạm đội Thái Bình Dương. Các cuộc chạy thử nghiệm thu sơ khởi được tiến hành suốt mùa Hè cho đến ngày 2 tháng 9, khi Chicago chính thức gia nhập Đệ Nhất hạm đội như một đơn vị hoạt động. Sau khi được hiệu chỉnh thiết bị sonar tại Xưởng hải quâm Puget Sound chiếc tàu tuần dương đi đến cảng nhà San Diego, California bắt đầu việc chuẩn nhận các hệ thống vũ khí. Việc xem xét và đánh giá các hệ thống tên lửa mới hoàn tất vào ngày 2 tháng 12, tiếp nối bằng các cuộc thử nghiệm thành công tại Khu vực thử nghiệm tên lửa Thái Bình Dương ngoài khơi phía Nam California.
Vào ngày 4 tháng 1 năm 1965, nó chuyển sang Long Beach, California để bắt đầu một loạt các thử nghiệm ngoài khơi đảo San Clemente; việc thử nghiệm thiết bị cùng các cuộc thực tập kiểm soát hư hỏng hoàn tất vào giữa tháng 1. Sau đó Chicago rời khu vực đi đến San Francisco thực hiện một số cải tiến, nâng cấp hệ thống tên lửa Tartar cùng các thiết bị điện tử cải tiến. Nó quay về San Diego vào ngày 17 tháng 4.

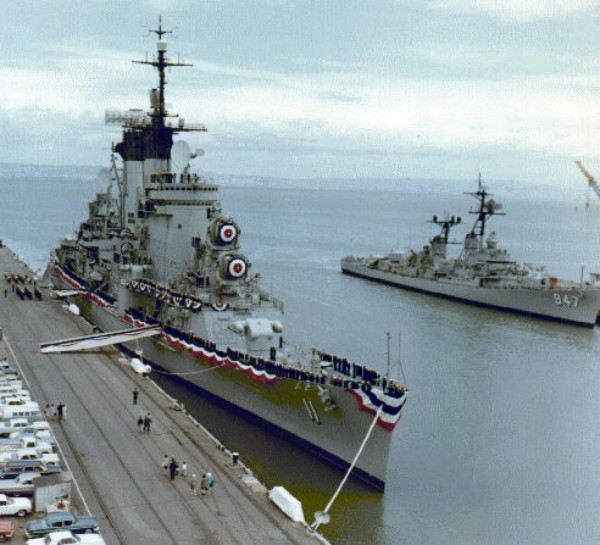
USS Chicago (CG-11) được tái biên chế, ngày 2 tháng 5 năm 1964.

Trong hai tháng tiếp theo sau, Chicago tiếp tục công việc thử máy, huấn luyện cơ khí, hoa tiêu cùng các cuộc thực hành tên lửa và điện tử. Đến giữa tháng 6, Nó bắt đầu việc thử nghiệm phát triển kiểm soát hỏa lực tên lửa Talos cùng với Phòng thí nghiệm Điện tử Hải quân. Công việc này, cùng với các thử nghiệm sau đó, nhằm giúp cải tiến việc dẫn đường và thử nghiệm việc nạp lại tên lửa ngoài biển.
Trong cuộc tập trận hạm đội "Hot Stove" vào tháng 8 và tháng 9, Chicago thực hành các hoạt động phòng không và chống tàu ngầm, bao gồm việc phóng tên lửa ASROC và ngư lôi từ ống phóng vào tàu ngầm "đối phương" dưới nước. Tiếp theo sau một cuộc thực tập phản công điện tử, Chicago tham gia một cuộc thực tập bắn tên lửa cạnh tranh và giành được giải thưởng cho khẩu đội Tartar của mình. Trong tuần lễ đầu tiên của tháng 10, nó tham gia một cuộc tập trận phòng không khác, lần này bắn rơi hai mục tiêu giả bay nhanh ở tầm cao bằng tên lửa Talos và Tartar.
Sau một chuyến đi đến Hawaii từ ngày 19 tháng 10 đến ngày 3 tháng 11 năm 1965, trong đó chiếc tàu tuần dương huấn luyện thực hành chia sẻ dữ liệu chiến thuật cùng với tàu sân bay Kitty Hawk và tàu khu trục Mahan, Chicago tiếp tục thử nghiệm và thực hành tại khu vực San Diego. Các hoạt động tại chỗ tiếp nối suốt mùa Xuân, bao gồm những thử nghiệm đánh giá tên lửa, suốt tháng 2 năm 1966. Quay trở về San Diego vào ngày 4 tháng 3, con tàu trải qua đợt khảo sát nghiệm thu nồi hơi, điện tử và chiến tranh hạt nhân, cũng như mức độ sẵn sàng hoat động và nắm vững kỹ thuật. Trong tháng 4, nó tham gia cuộc tập trận "Gray Ghost" trong vai trò soái hạm chiến thuật của tư lệnh chiến tranh phòng không, Chuẩn Đô đốc Elmo R. Zumwalt, Jr..

### Đến Việt Nam lần thứ nhất
Ngày 12 tháng 5 năm 1966, Chicago lên đường cho đợt bố trí hoạt động đầu tiên tại Việt Nam. Sau khi ghé qua Trân Châu Cảng và Yokosuka, nơi một ăn-ten radar mới được trang bị, nó đi đến Căn cứ Hải quân vịnh Subic vào ngày 12 tháng 6. Tiếp nhận những máy bay trực thăng được phối thuộc, chiếc tàu tuần dương lên đường vào ngày hôm sau để hoạt động cùng Lực lượng Đặc nhiệm 77 tại trạm Yankee trong vịnh Bắc Bộ.
Vào ngày 15 tháng 6, Chicago bắt đầu hoạt động đánh giá khái niệm khảo sát radar cho mọi hoạt động không lực của Hải quân Mỹ trên khu vực được chỉ định trong vịnh Bắc bộ và Việt Nam Dân chủ Cộng hòa. Được đặt tên PIRAZ, ("positive identification and radar advisory zone": khu vực nhận diện và tư vấn radar chủ động), vai trò ban đầu theo dõi máy bay bạn được mở rộng bao gồm máy bay của Không quân Mỹ, kiểm soát những phi vụ tuần tra chiến đấu ngăn chặn, tư vấn cho máy bay hỗ trợ, và phối hợp thông tin tấn công cùng với trung tâm báo cáo của Không quân Mỹ tại Đà Nẵng, Nam Việt Nam. Sau một chuyến viếng thăm cảng Hong Kong, nơi con tàu phải né tránh một cơn bão vào ngày 17 tháng 7, nó quay trở lại trạm Yankee vào ngày 29 tháng 7.
Trong lượt hoạt động PIRAZ thứ hai vào đầu tháng 8, Chicago đảm nhiệm vai trò chỉ huy phòng không trong một thời gian ngắn và đã thể hiện khả năng của một tàu tên lửa điều khiển (CG) trong việc theo dõi các phi vụ không quân phức tạp. Sau một đợt thực hành bắn tên lửa Talos ngoài khơi Okinawa vào ngày 27 tháng 8, và một chuyến viếng thăm ngắn đến cảng Cơ Long, Đài Loan, nó quay trở lại Trạm Yankee vào ngày 7 tháng 9. Chiếc tàu tuần dương nhanh chóng mở rộng hoạt động giám sát không lực, trở thành nguồn chủ yếu cung cấp thông tin cảnh báo những hoạt động của máy bay tiêm kích MIG đối phương, và đảm trách việc giám sát khu vực biên giới giữa Việt Nam Dân chủ Cộng hòa và Trung Quốc. Trong lượt hoạt động PIRAZ thứ tư từ ngày 25 tháng 10 đến ngày 12 tháng 11, nó đã giúp cải thiện các hoạt động, đặc biệt là sự phối hợp hoạt động không lực giữa Không quân và Hải quân.
Trên đường đi sang Sasebo ngang qua vịnh Subic, Chicago đã ghé qua khu vực thử nghiệm tên lửa Okinawa để bắn thực hành hai tên lửa phòng không vào ngày 18 tháng 11. Đi đến Nhật Bản vào ngày 19 tháng 11, nó viếng thăm Yokosuka trước khi khởi hành vào ngày 27 tháng 11 để quay trở về nhà. Trong hoàn cảnh biển động nặng, nó hoàn thành chuyến đi không dừng nghỉ vào ngày 7 tháng 12, và ở lại cảng San Diego cho đến hết năm đó. Sang tháng 1 năm 1967, nó bận rộn trong nhiều hoạt động khác nhau trong suốt năm tháng tiếp theo tại vùng biển California: thực hành, huấn luyện, tiếp đón Bộ trưởng Hải quân, soái hạm của Đệ Nhất hạm đội, và thực hành phối hợp cùng tàu sân bay Constellation (CV-64). Trong tháng 4 và tháng 5, nó thực hành bắn tên lửa Talos thử nghiệm vào những mục tiêu mặt biển để thể hiện tính linh hoạt của tên lửa đối không.
Chicago khởi hành vào ngày 6 tháng 6 để đi sang vùng biển Alaska, với Tư lệnh Đệ Nhất hạm đội trên tàu. Nó viếng thăm chính thức thành phố Juneau, Alaska từ ngày 10 tháng 6 trước khi quay trở về San Diego mười một ngày sau đó. Sau một đợt tập trận hạm đội trong tháng 7, khi khẩu đội Talos của nó bắn trúng đích một mục tiêu không người lái ở khoảng cách 96 mi (154 km), con tàu viếng thăm chính thức Seattle, Washington; Vancouver và Esquimalt, British Columbia trong tháng 8.

### Đến Việt Nam lần thứ hai
Bước vào đợt bảo trì từ ngày 1 tháng 9, 1967, Chicago được sửa chữa nồi hơi cùng những khảo sát và bảo trì khác khi cặp bên mạn tàu sửa chữa Isle Royale (AD-29); và sau khi hoàn tất nó lên đường vào ngày 11 tháng 10 cho một đợt phục vụ khác tại Viễn Đông. Sau khi rời Trân Châu Cảng vào ngày 18 tháng 10, nó đã trợ giúp dẫn đường cho máy bay cứu hộ đi đến địa điểm một máy bay tiêm kích F-8 Crusader của Hải quân bị rơi trên biển, và giải cứu được viên phi công. Đi ngang qua Yokosuka, Okinawa và vịnh Subic để đến vùng chiến sự trong vịnh Bắc Bộ, nó thay phiên cho chiếc Belknap (CG-26) và bắt đầu nhận đảm nhận vai trò PIRAZ từ ngày 12 tháng 11. Những nhiệm vụ được dần cải thiện trong một năm vừa qua, bao gồm giám sát radar, phối hợp tuần tra chiến đấu trên không ngăn chặn và giải cứu, cảnh báo máy bay đối phương và biên giới, cùng một loạt các dịch vụ liên lạc và chia sẻ dữ liệu khác.
Sau một chuyến viếng thăm Hong Kong từ ngày 16 đến ngày 21 tháng 12, Chicago đi đến vịnh Subic và ở lại đây cho đến ngày 3 tháng 1, 1968, khi nó lên đường đi Singapore cho một lượt nghỉ ngơi ngắn. Nó quay trở lại nhiệm vụ từ ngày 13 tháng 1; và sau khi diễn ra việc Bắc Triều Tiên bắt giữ chiếc tàu do thám Pueblo (AGER-2) vào ngày 23 tháng 1, nó lên đường năm ngày sau đó hướng đến khu vực biển Nhật Bản để phối hợp hoạt động các tàu sân bay thuộc Đội đặc nhiệm 70.6. Sau khi tình hình lắng dịu, con tàu lên đường vào ngày 7 tháng 2 để quay trở lại vai trò PIRAZ trong vịnh Bắc Bộ.
Sau hai chuyến làm nhiệm vụ PIRAZ khác, Chicago rời vịnh Subic vào ngày 1 tháng 5 để quay trở về Hoa Kỳ ngang qua Guam và Trân Châu Cảng, về đến San Diego vào ngày 15 tháng 5. Trên đường đi, nó ghé ngang qua khu vực thực hành tên lửa Thái Bình Dương để thử nghiệm kỹ thuật theo dõi máy bay và phóng tên lửa. Nó đi vào Xưởng hải quân Long Beach vào ngày 1 tháng 7 để đại tu, và trải qua thời gian còn lại của năm 1968 cho việc chạy thử máy, thử nghiệm thiết bị điện tử và huấn luyện.

### Đến Việt Nam lần thứ ba
Vào ngày 31 tháng 1 năm 1969, Chicago hoàn tất các thử nghiệm chuẩn nhận hệ thống tên lửa, bao gồm việc phóng tên lửa vào một mục tiêu tên lửa giả, trước khi khởi hành cho lượt bố trí thứ ba sang khu vực Tây Thái Bình Dương vào ngày 13 tháng 2. Con tàu trải qua mười ngày sửa chữa và huấn luyện tại Căn cứ Hải quân vịnh Subic trước khi tiếp tục đảm nhiệm vai trò PIRAZ vào ngày 11 tháng 3. Nó chuyển sang vai trò tìm kiếm và giải cứu (SAR) trong vịnh Bắc Bộ từ ngày 23 tháng 3, vốn sẽ duy trì hai máy bay trực thăng bay tuần tra nhằm hỗ trợ giải cứu các phi vụ trinh sát hình ảnh của Hải quân.
Vào ngày 17 tháng 4, Chicago được lệnh đi đến biển Nhật Bản ngoài khơi Triều Tiên để hoạt động tuần tra cùng Lực lượng Đặc nhiệm 71. Đây là phản ứng nhằm đáp trả lại sự kiện một máy bay trinh sát tình báo EC-121 Warning Star bị máy bay tiêm kích MiG-21 Bắc Triều Tiên bắn rơi khiến 31 nhân sự trên máy bay đều thiệt mạng. Chiếc tàu tuần dương làm nhiệm vụ PIRAZ và hộ tống các tàu sân bay tiến hành các phi vụ tuần tra liên tục cho đến ngày 27 tháng 4, khi nó lên đường đi Sasebo để bảo trì.
Sau khi được sửa chữa và tiến hành các đợt thử nghiệm tên lửa Talos và Tartar ngoài khơi Okinawa, cũng như đón các học viên sĩ quan tại Đà Nẵng vào ngày 23 tháng 5, Chicago lại đảm nhiệm vai trò PIRAZ/SAR thêm một lượt nữa kéo dài từ ngày 23 tháng 5 đến ngày 1 tháng 7. Sau khi được bảo trì tại Yokosuka, một chuyến viếng thăm Hong Kong, và di chuyển để né tránh một cơn bão, nó quay trở lại vịnh Bắc Bộ vào ngày 1 tháng 8, tiếp tục hoạt động trinh sát radar, phản công điện tử và hộ tống bảo vệ. Nó khởi hành vào ngày 25 tháng 8 để quay trở về Hoa Kỳ, đi ngang qua vịnh Subic, Guam và Trân Châu Cảng, về đến San Diego vào ngày 17 tháng 9.
Sau một giai đoạn nghỉ ngơi và bảo trì, tiếp nối bởi một đợt sửa chữa bao gồm việc trang bị rocket Zuni gây nhiễu radar, Chicago được thanh tra thường lệ trước khi tiến hành huấn luyện và thực hành bắn tên lửa cho đến hết năm 1969. Nó tiếp tục phục vụ như là soái hạm của Tư lệnh Đệ nhất Hạm đội, và sang đầu năm 1970 đã thực hành huấn luyện tại Trưởng Chiến tranh Chống ngầm Hạm đội tại San Diego. Sau đó là những lượt tập trận hạm đội, thực hành tác xạ phóng tên lửa và thanh tra kéo dài cho đến ngày 12 tháng 6, khi con tàu trải qua hai tuần sửa chữa và nâng cấp. Cả bốn hệ thống điều khiển hỏa lực của tên lửa Talos đều được nâng cấp cho khả năng chống hạm, đồng thời nó được trang bị thử nghiệm một bộ theo dõi mục tiêu bằng hình ảnh. Mọi công việc nâng cấp, kiểm tra và chuẩn bị hoàn tất vào cuối tháng 8.

### Đến Việt Nam lần thứ tư

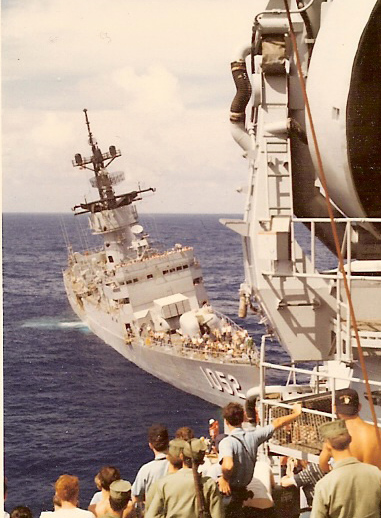
Chicago chuyển cáp kéo sang tàu khu trục hộ tống Knox, sau khi Knox bị hỏa hoạn trên đường từ Guam đến Hawaii, ngày 4 tháng 3, 1971.

Cho dù phải chịu đựng những cắt giảm biên chế thành phần thủy thủ đoàn, Chicago tiếp tục lên đường vào ngày 9 tháng 9, 1970 để hướng sang Việt Nam. Đi đến ngoài khơi vùng chiến sự vào ngày 3 tháng 10, nó tiếp tục đảm nhiệm vai trò phối hợp PIRAZ và tìm kiếm. Nó phải né tránh các cơn bão Joan và Kate từ ngày 14 đến ngày 26 tháng 10, và chịu đựng một tai nạn trong khi đang tiếp nhiên liệu trên đường đi vào ngày 27 tháng 10 khiến nhiều người bị thương. Chiếc tàu tuần dương rời vịnh Bắc Bộ vào ngày 1 tháng 11 và đi đến Yokosuka vào ngày 7 tháng 11; nó rời cảng Yokosuka mười ngày sau đó và tiếp nối hoạt động PIRAZ từ ngày 20 tháng 11 đến ngày 19 tháng 12. Con tàu trải qua kỳ nghỉ lễ Giáng Sinh tại Hong Kong và ăn mừng năm mới 1971 tại vịnh Subic.
Chicago rời vịnh Subic vào ngày 11 tháng 1, 1971 để tiếp tục hoạt động PIRAZ cho đến ngày 18 tháng 2. Nó rời vịnh Subic vào ngày 24 tháng 2 cho hành trình quay trở về San Diego, được hộ tống bởi tàu hộ tống Knox (FF-1052). Vào ngày 26 tháng 2, Knox cứu vớt một thủy thủ của Chicago bị rơi qua mạn tàu; và sau khi được tiếp nhiên liệu tại Guam vào ngày 27 tháng 2, Knox bị mất động lực do một đám cháy dầu JP-5 tại phòng động cơ vào ngày 3 tháng 3. Chicago phải kéo Knox cho đến khi một tàu kéo xuất phát từ Trân Châu Cảng đi đến cứu hộ vào ngày 5 tháng 3.
Về đến San Diego vào ngày 11 tháng 3, Chicago cho thủy thủ đoàn được nghỉ phép khi con tàu được bảo trì, và sau đó được tiếp liệu và kiểm tra trước khi thực hiện một chuyến đi thực tập cho học viên sĩ quan trong tháng 6 và tháng 7. Đến tháng 10, nó thực hiện một chuyến đi trình diễn cho thân nhân thủy thủ đoàn.

### Đến Việt Nam lần thứ năm

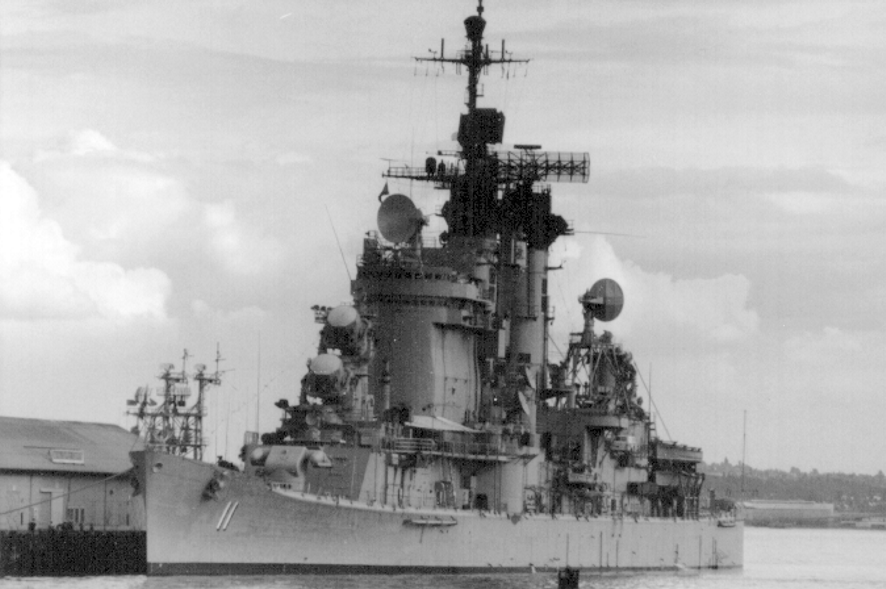
Chicago thả neo tại Seattle trong chuyến đi thực tập cho học viên sĩ quan năm 1971.

Sau những đợt kiểm tra cuối cùng và đón lên tàu những nhân sự thuộc Bộ Hải quân, Chicago lại lên đường vào ngày 6 tháng 11, 1971 cho một lượt phục vụ khác tại Việt Nam. Ghé lại Trân Châu Cảng trong một tuần, nơi những vị khách thuộc Bộ Hải quân rời tàu, con tàu còn tiếp tục ghé qua Guam và vịnh Subic trước khi bắt đầu đảm nhiệm vai trò PIRAZ tại vịnh Bắc Bộ từ ngày 6 tháng 12. Con tàu trải qua kỳ nghỉ lễ mừng năm mới 1972 tại Singapore, rồi trải qua một tuần lễ tại vịnh Subic trước khi tiếp nối nhiệm vụ PIRAZ từ ngày 18 tháng 1. Nó đã bắn bốn tên lửa dẫn đường chống radar RIM-8H Talos-ARM vào các trạm radar trên bờ của đối phương tại miền Bắc Việt Nam vào tháng 2 và tháng 3, nhưng không ghi nhận phát nào trúng đích. Nhiệm vụ giám sát radar và phối hợp không quân được tiếp nối, ngoại trừ một đợt ngắn ghé qua vịnh Subic vào cuối tháng 2, cho đến khi con tàu viếng thăm Hong Kong vào cuối tháng 3. Nó đang trên đường quay trở về San Diego khi được khẩn cấp gọi quay trở lại vùng chiến sự, và lại đảm nhiệm vai trò PIRAZ từ ngày 3 tháng 4, sau khi lực lượng Quân đội Nhân dân Việt Nam mở một đợt tấn công lớn vào mùa Hè 1972.
Quy mô của các hoạt động không quân gia tăng đáng kể khi Hoa Kỳ tăng cường tấn công và can thiệp nhằm ngăn chặn việc di chuyển lực lượng và tiếp liệu của đối phương tại Việt Nam Dân chủ Cộng hòa. Chicago theo dõi mọi máy bay hoạt động trong khu vực, dẫn đường cho máy bay tiêm kích tuần tra chiến đấu trên không (CAP), và phối hợp để hộ tống các phi vụ ném bom của máy bay ném bom B-52 Stratofortress từ giữa tháng 4. Bằng cách giám sát toàn bộ không phận, nó đã dẫn đường cho máy bay ném bom bị hư hại né tránh các vị trí đặt tên lửa đối phương, đặt điểm hẹn cho máy bay tiếp dầu gặp gỡ những chiếc sắp hết nhiên liệu, và dẫn đường cho máy bay trực thăng làm nhiệm vụ tìm kiếm-giải cứu. Chiếc tàu tuần dương cũng dẫn đường cho máy bay tiêm kích đối đầu với máy bay của phía Việt Nam Dân chủ Cộng hòa. Trong tháng 4 và tháng 5, sĩ quan phối hợp chiến đấu ngăn chặn của Chicago đã dẫn đường cho máy bay Không quân và Hải quân trong các phi vụ tuần tra chiến đấu, ghi nhận bắn rơi 14 máy bay MiG đối phương, trong số đó có những chiếc MiG thứ hai bị các phi công Ách hải quân Randy Cunningham và William P. Driscoll bắn rơi.
Khẩu đội tên lửa Talos của Chicago đã bắn rơi một máy bay MiG đối phương ở tầm xa trong chiến dịch phong tỏa cảng Hải Phòng vào ngày 9 tháng 5. Chicago và Long Beach (CGN-9) đã được giao nhiệm vụ khá bất thường là bảo vệ các máy bay A-6 Intruder và A-7 Corsair đang rải thủy lôi phong tỏa cảng ở độ cao thấp. Để tránh bộc lộ máy bay tiêm kích F-4 Phantom ra trước hệ thống phòng thủ bằng tên lửa đất đối không của Không quân Nhân dân Việt Nam, các tàu chiến đang hoạt động tuần tra ven biển được phép bắn tự do lên lửa Talos vào những máy bay chiến đấu MiG đối phương tiếp cận khu vực bờ biển từ các sân bay Phúc Yên và Kép ở vùng phụ cận Hà Nội. Nó đã chịu đựng hỏa lực từ các khẩu đội pháo bờ biển đối phương, nhưng vẫn duy trì được việc phòng thủ bằng tên lửa đối phương trong khi rút lui ra khỏi tầm bắn của pháo đối phương mà không bị hư hại hay thương vong. Sau một tháng hoạt động giám sát và dẫn đường không kích tại khu vực Hải Phòng, cuối cùng nó lên đường để quay trở về San Diego vào ngày 21 tháng 6.

### Sau Chiến tranh Việt Nam

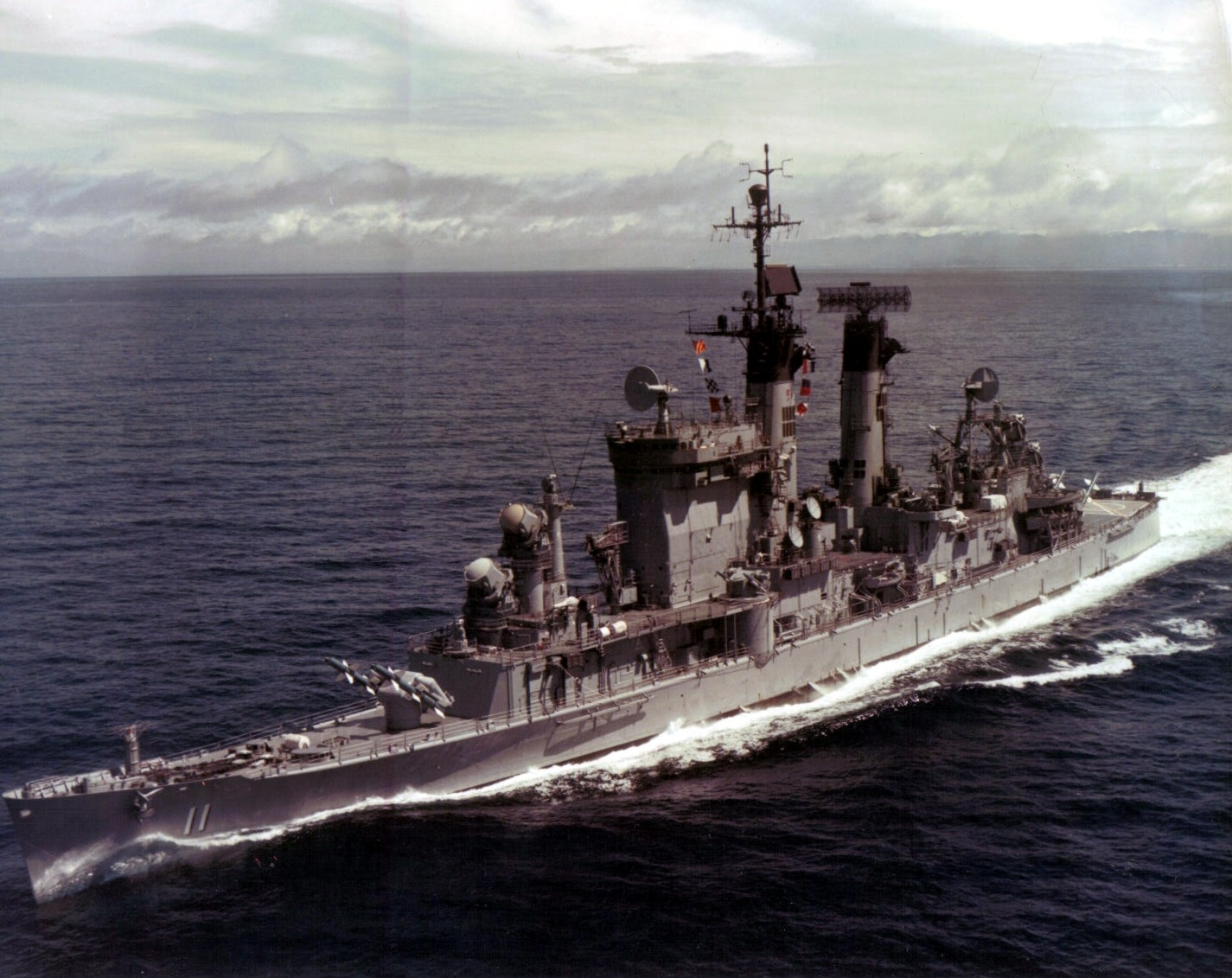
Chicago vào đầu thập niên 1970.

Quay trở về nhà vào ngày 8 tháng 7, 1972, Chicago được bảo trì tại chỗ cho đến khi nó đi vào Xưởng hải quân Long Beach vào ngày 25 tháng 8 cho một đợt đại tu kéo dài. Trong đợt này, nó cũng được trang bị hệ thống kiểm soát hỏa lực kỹ thuật số thay cho những máy tính tương tự kiểu cũ, bổ sung những bệ phóng tên lửa và tăng cường thêm thiết bị điện tử.
Từ ngày 15 tháng 5, 1973, Chicago tiến hành một lượt chạy thử máy, thử nghiệm đánh giá và huấn luyện kéo dài sáu tháng. Nó được bổ sung thiết bị và cải thiện quy trình phối hợp tác chiến, kéo dài việc thực hành huấn luyện cho đến ngày 14 tháng 12. Cuối cùng, sau khi hoàn tất việc huấn luyện ôn tập, tập trận hạm đội và trang bị vũ khí, nó khởi hành vào ngày 21 tháng 5, 1974 cho một lượt phục vụ mới tại khu vực Tây Thái Bình Dương. Đi đến vịnh Subic, Philippines vào ngày 15 tháng 6, nó chuẩn bị cho một chuyến đi kéo dài cùng với Fanning (FF-1076), George K. MacKenzie (DD-836) và Passumpsic (AO-107). Dự định đối phó với sự hiện diện của Hải quân Liên Xô tại Somalia và Aden trong Ấn Độ Dương, hải đội đã lần lượt viếng thăm các cảng trong khu vực này để chứng minh sự hiện diện và biểu dương lực lượng.
Rời vịnh Subic vào ngày 25 tháng 6, 1974, Chicago cùng hải đội băng qua eo biển Malacca vào ngày 2 tháng 7 và đi đến Karachi, Pakistan sáu ngày sau đó. Tiếp tục lên đường vào ngày 13 tháng 7, nó hoạt động tuần tra và biểu dương lực lượng trong một tháng tại khu vực biển Ả Rập và vịnh Aden trước khi đi đến Mombasa, Kenya vào ngày 9 tháng 8. Một tuần sau đó, nhằm mục đích gây ảnh hưởng đến việc Liên Xô thương lượng quyền được đặt căn cứ tại quần đảo Mauritius, hải đội thực hiện một chuyến viếng thăm ngoại giao đến Port Louis. Chiếc tàu tuần dương đã đón tiếp các quan chức chính phủ Mauritius vào ngày 21 tháng 8 cho một chuyến đi kéo dài hai ngày đến đảo Rodrigues. Lên đường vào ngày 23 tháng 8, nó ngang qua Singapore để quay trở về vịnh Subic, và được bảo trì từ ngày 11 tháng 9.
Sau một chuyến viếng thăm Hong Kong vào đầu tháng 10, 1974, Chicago thực hành huấn luyện và tập trận trong tháng tiếp theo tại vùng biển Philippines, rồi lên đường đi Guam vào ngày 17 tháng 11. Sau một tuần lễ ở lại Apra Harbor, nó lên đường vào ngày 29 tháng 11 để đi San Diego. Về đến cảng nhà vào ngày 14 tháng 12, con tàu được nghỉ phép bảo trì và sửa chữa cho đến tháng 3 năm 1975. Các công việc thanh tra kỹ thuật và nâng cấp thiết bị, đồng thời tiếp đón một đoàn đại biểu sĩ quan Pháp, kéo dài cho đến tháng 4, khi con tàu bắt đầu hoạt động huấn luyện ôn tập tại vùng biển California.
Chicago thực hiện một loạt thử nghiệm bắn tên lửa vào cuối tháng 5, 1975, và tham gia các cuộc tập trận cùng Hạm đội Thái Bình Dương, rồi viếng thăm Seattle nhân dịp lễ hội Ngày Độc lập Hoa Kỳ. Nó viếng thăm Vancouver trong tuần lễ tiếp theo, rồi quay trở về San Diego để được đại tu từ ngày 9 tháng 9 đến ngày 24 tháng 10; trong dịp này con tàu cũng được sửa chữa thùng nhiên liệu, vỏ nồi hơi và động cơ chính. Các hoạt động tiếp tục bảo trì và huấn luyện ôn tập được tiếp nối sang đầu năm 1976, khi nó chuẩn bị cho lượt biệt phái phục vụ tiếp theo. Nó thực hành huấn luyện phòng không, chống tàu ngầm và phản công điện tử trong tháng 2 nhằm chuẩn bị cho đợt tập trận hạm đội sắp diễn ra. Cuộc Tập trận Valiant Heritage được tổ chức từ ngày 2 đến ngày 11 tháng 3 có sự tham gia của hải quân các nước Canada, Anh, New Zealand và Hoa Kỳ.
Sau khi ở lại cảng thêm một tháng và trải qua các lượt thanh tra khác, Chicago rời San Diego vào ngày 13 tháng 4, 1976, cùng một đội đặc nhiệm đổ bộ được phái sang phục vụ tại khu vực Tây Thái Bình Dương. Hải đội thực hành tập trận trên đường đi cả trên hai chặng trước và sau khi ghé Trân Châu Cảng, và đi đến Yokosuka vào ngày 3 tháng 5. Cùng với tàu sân bay Midway (CV-41), lực lượng thăm gia cuộc Tập trận Multiplex 2-76 từ ngày 19 đến ngày 25 tháng 5 và cuộc Tập trận Multiplex 3-76 tại biển Đông từ ngày 4 đến ngày 7 tháng 6. Chiếc tàu tuần dương viếng thăm Căn cứ vịnh Subic và cảng Cơ Long, Đài Loan trong tháng 6, thực hiện một chuyến đi thực tập cho học viên sĩ quan từ Yokosuka đến Philippines vào đầu tháng 7, rồi ở lại cảng cho đến ngày 2 tháng 8.
Sau khi tham gia cuộc Tập trận Multiplex 1-7T vào ngày 4 tháng 8, Chicago thực tập bắn tên lửa ngoài khơi Poro Point, Luzon vào ngày 7 tháng 8. Nó quay trở về vịnh Subic để được bảo trì trong hai tuần, rồi lên đường đi Hong Kong vào ngày 22 tháng 8. Đến nơi ba ngày sau đó sau khi phải cơ động để né tránh một cơn bão, con tàu có được ngày nghỉ phép tại thành phố cảng thuộc địa Anh này. Nó rời Hong Kong vào ngày 31 tháng 8 để gặp gỡ Enterprise (CVN-65), và cùng chiếc tàu sân bay thực hành ngoài khơi cho đến ngày 8 tháng 9, khi nó quay trở lại vịnh Subic cho một lượt bảo trì kéo dài. Việc sơn lại vỏ tàu và cải tiến nội thất kéo dài cho đến ngày 27 tháng 9, khi nó lên đường để quay trở về cảng nhà. Sau các chặng dừng tại Guam để tiếp nhiên liệu vào ngày 1 tháng 10, và Trân Châu Cảng vào ngày 9 tháng 10 cho một chuyến đi cùng thân nhân thủy thủ đoàn, con tàu về đến San Diego vào ngày 16 tháng 10.

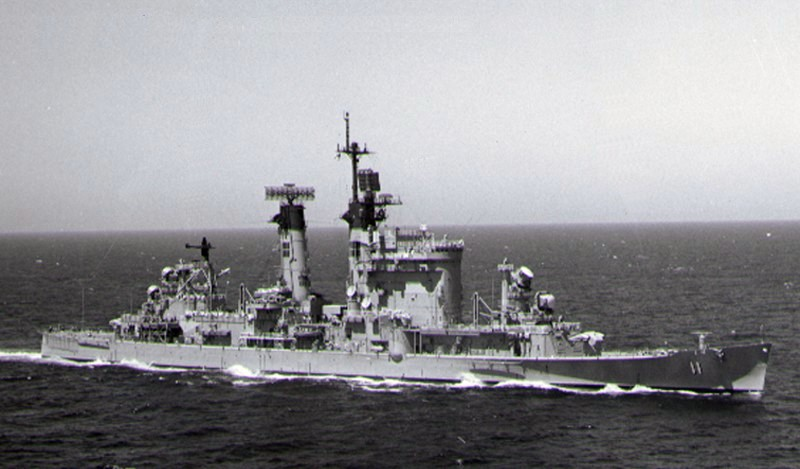
USS Chicago trong lượt hoạt động tại Tây Thái Bình Dương năm 1977-1978.

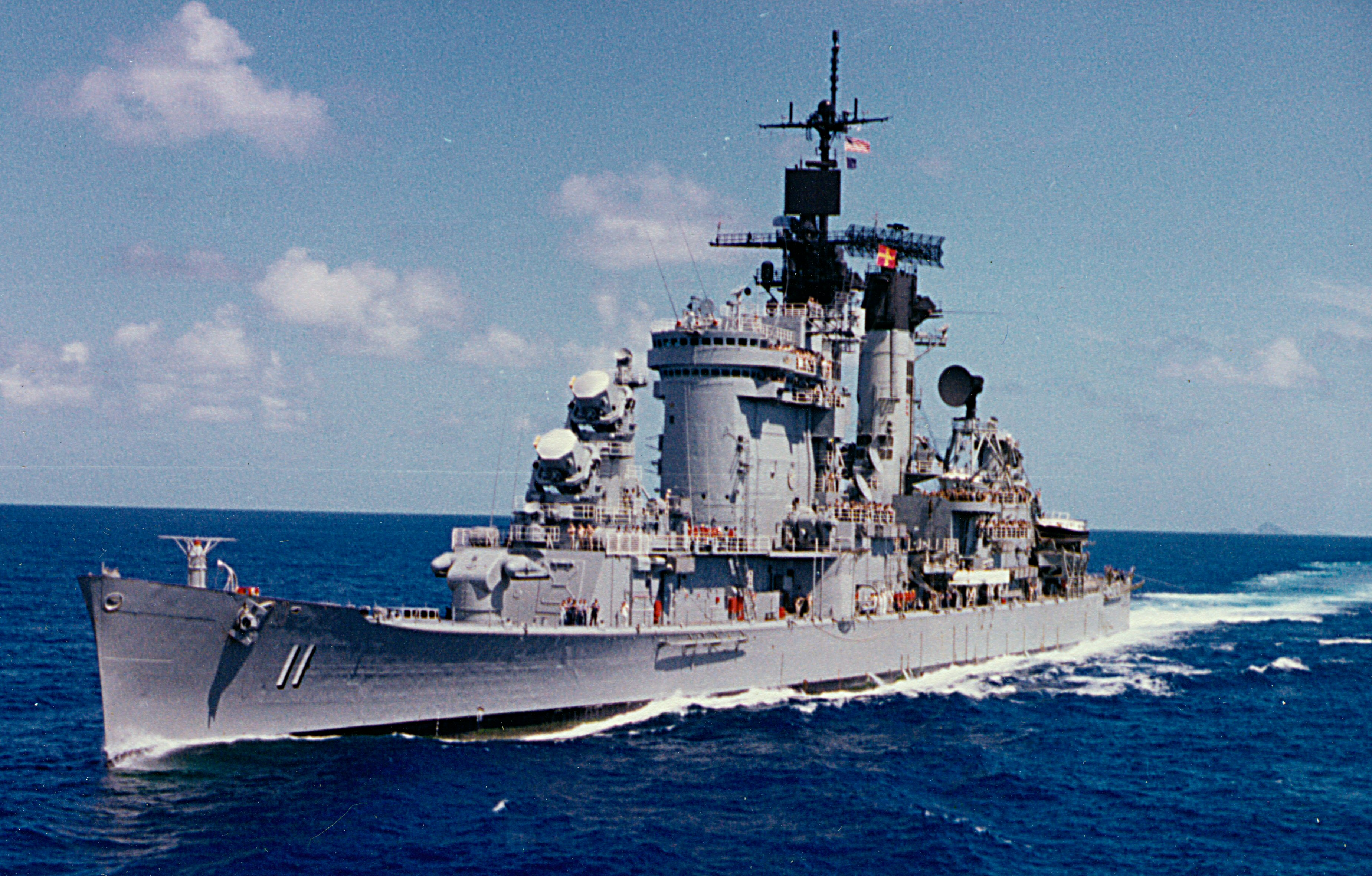
USS Chicago tại vùng biển San hô, tháng 10 năm 1979

Ở lại cảng cho đến ngày 23 tháng 2, 1977, Chicago được sửa chữa nồi hơi và nâng cấp thiết bị trước khi lên đường huấn luyện ôn tập và chạy thử máy. Nó bắt đầu các hoạt động huấn luyện thường lệ từ ngày 3 tháng 3 tại khu vực San Diego, bao gồm huấn luyện phối hợp máy bay trực thăng, tấn công mô phỏng bằng tên lửa và ngư lôi và các mục huấn luyện khác. Nó lên đường đi sang Viễn Đông vào ngày 6 tháng 9.
Sau các cuộc thực tập trên đường đi bao gồm bốn lượt bắn tên lửa thực hành, Chicago đi đến vịnh Subic, Philippines vào ngày 30 tháng 9, bắt đầu một loạt các hoạt động cùng Đệ Thất hạm đội. Nó thực hành bắn tên lửa và hộ tống vận tải tại khu vực ngoài khơi Mindoro, tập trận ngăn chặn tại ngoài khơi vịnh Buckner, Okinawa, đồng thời viếng thăm Yokosuka, Cơ Long và Hong Kong, kéo dài cho đến cuối tháng 11. Sau khi gặp gỡ tàu sân bay Kitty Hawk (CV-63) vào ngày 4 tháng 12, chiếc tàu tuần dương bắt đầu hoạt động trong biển Nhật Bản. Hoạt động thực hành máy bay trực thăng và tiếp nhiên liệu trên đường đi bị ngắt quãng hai ngày sau đó, do sự xuất hiện của hai máy bay ném bom Liên Xô Tupolev Tu-16 "Badger" để do thám và quấy rối, nhưng việc tập trận được tiếp tục cho đến ngày 8 tháng 12. Nó rời khu vực để đi xuống phía Nam đến vịnh Subic, nơi nó thực hành sonar cùng với tàu ngầm Queenfish (SSN-651), rồi đi đến Singapore vào ngày 23 tháng 12 và tiếp tục viếng thăm Pattaya, Thái Lan vào ngày 30 tháng 12.
Khởi hành vào ngày 4 tháng 1, 1978, Chicago viếng thăm vịnh Subic, Philippines và Hong Kong trước khi tham gia đợt thực hành huấn luyện tại vùng biển Philippine kéo dài trong một tháng. Các hoạt động huấn luyện tác xạ, phối hợp máy bay trực thăng và tiếp nhiên liệu trên đường đi, kể cả một hoạt động tìm kiếm và giải cứu người bị sóng cuốn qua mạn tàu vào ngày 28 tháng 2, đã kéo dài cho đến ngày 4 tháng 3, khi con tàu thả neo tại Manila, Philippines. Sau khi được sửa chữa và bảo trì, nó lên đường đi Guam vào ngày 16 tháng 3, đến nơi năm ngày sau đó để tiếp nhiên liệu, rồi đi đến Trân Châu Cảng vào ngày 31 tháng 3.

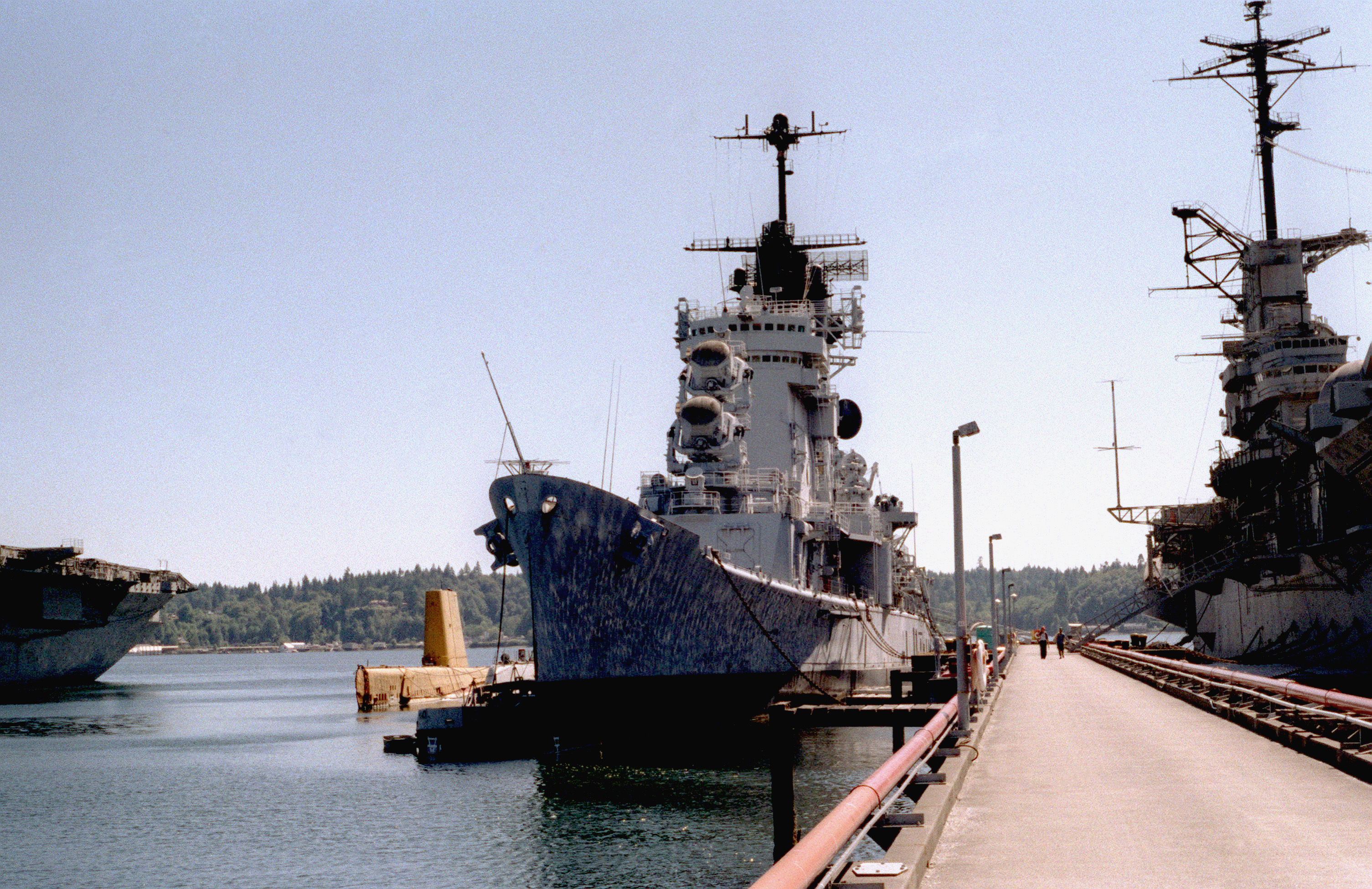
Chicago đang bị bỏ không cùng Hạm đội Dự bị Thái Bình Dương tại Xưởng hải quân Puget Sound năm 1990

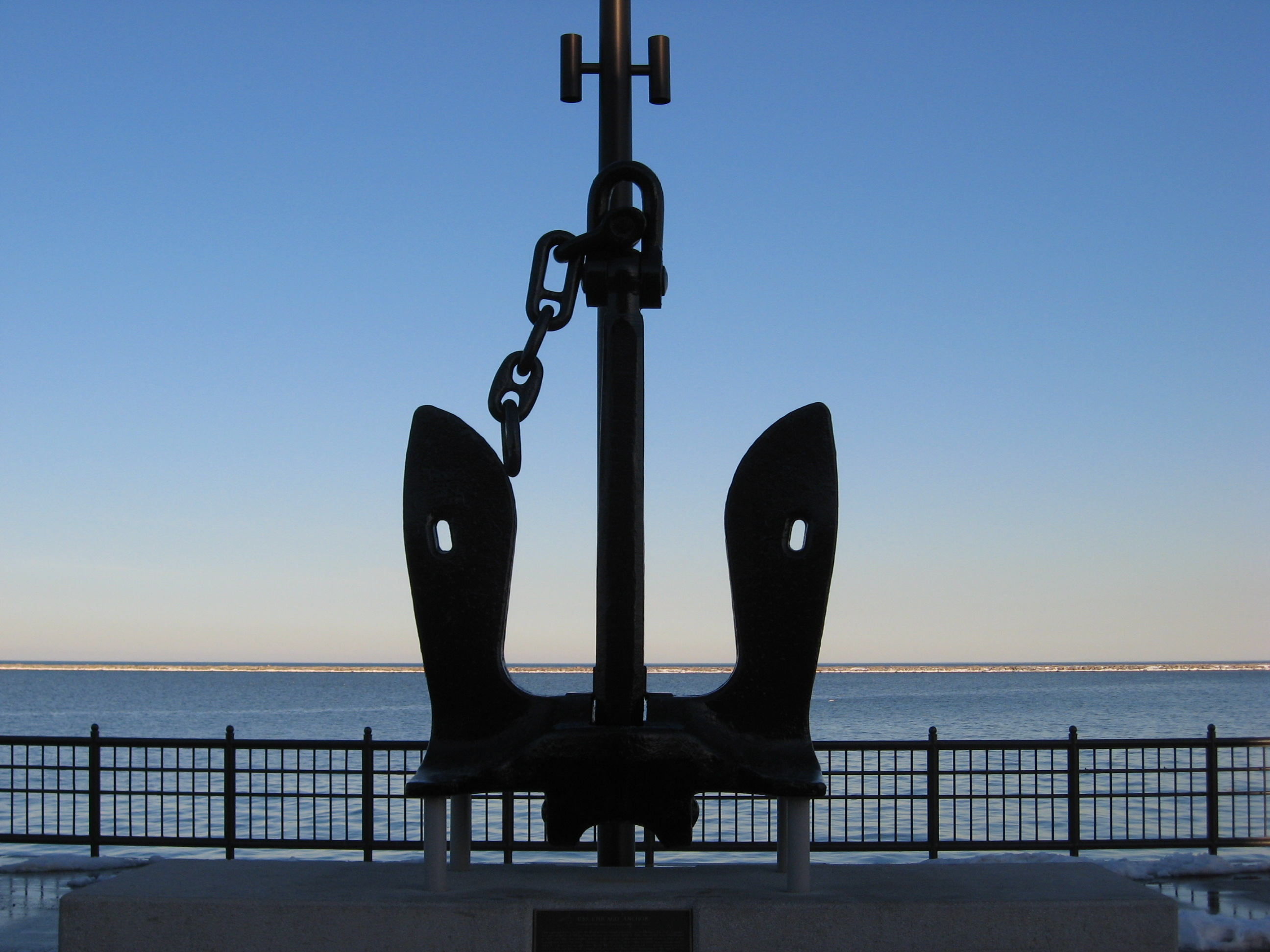
Chiếc neo của USS Chicago đang được trưng bày tại Navy Pier, Chicago.

Sau khi quay trở về San Diego vào ngày 7 tháng 4, Chicago được bảo trì cho đến ngày 24 tháng 7, khi nó chuyển đến Xưởng hải quân Long Beach để được đại tu thường lệ. Công việc trong xưởng tàu kéo dài cho đến ngày 18 tháng 10, khi nó tiến hành chuyến đi chạy thử máy trong hai ngày, rồi tiếp tục được sửa chữa. Rời xưởng tàu vào ngày 25 tháng 10, nó hoạt động cùng tàu khu trục England (DLG-22) và tàu ngầm Darter (SS-576) trong hai ngày trước khi đi đến San Diego, khởi đầu một lịch trình thực tập huấn luyện. Các cuộc thực tập tác xạ và huấn luyện trong những chuyến đi ngắn kéo dài cho đến tháng 2 năm 1979, đồng thời con tàu cũng được thanh tra hệ thống động lực và điện tử.
Sau một tháng chuẩn bị, Chicago khởi hành vào ngày 30 tháng 5 cho lượt biệt phái hoạt động cuối cùng tại khu vực Tây Thái Bình Dương. Nó hộ tống tàu sân bay Kitty Hawk đi Trân Châu Cảng, rồi tập trận chiến thuật phối hợp cùng tàu tuần dương Jouett (CG-29), tàu frigate Lang (FF-1060) và tàu phụ trợ tiếp dầu Wabash (AOR-5) trên đường đi trước khi đến vịnh Subic vào ngày 13 tháng 6. Nó tham gia tập trận hạm đội ngoài khơi Okinawa, viếng thăm cảng Pusan, Hàn Quốc vào cuối tháng 7, và điều tra tình trạng thuyền nhân Việt Nam tại biển Đông. Cùng với các đơn vị khác của Đệ Thất hạm đội, chiếc tàu tuần dương đã trợ giúp vào việc cứu giúp người tị nạn Việt Nam trên biển Đông; bản thân nó đã cứu vớt được năm người tị nạn.
Chicago tiếp tục hộ tống cho Kitty Hawk trong tháng 9, rồi lên đường vào ngày 6 tháng 10 để hướng sang Australia. Đến ngày 15 tháng 10, sau các nghi thức tưởng niệm hai tàu tuần dương Canberra (D33) và Chicago (CA-29), bị mất tại quần đảo Solomon trong Thế Chiến II, nó bắt đầu hai tuần lễ tập trận phối hợp cùng 20 tàu chiến Hải quân Hoàng gia Australia và New Zealand cùng bảy tàu chiến Hoa Kỳ khác trong vùng biển San hô. Kết thúc cuộc tập trận, con tàu viếng thăm Sydney, Australia trong một tuần, rồi về đến San Diego vào ngày 17 tháng 12 ngang qua vịnh Subic và Trân Châu Cảng. Nó bắt đầu chuẩn bị để ngừng hoạt động.
Một đợt thanh tra trước đó đã xác định Chicago không phù hợp để tiếp tục phục vụ do chi phí hiện đại hóa tốn kém, vì vậy con tàu được cho xuất biên chế tại San Diego vào ngày 1 tháng 3, 1980, và được kéo đến neo đậu cùng Hạm đội Dự bị Thái Bình Dương tại Bremerton, Washington. Nó bị bỏ không trong thành phần dự bị cho đến khi được rút tên khỏi danh sách Đăng bạ Hải quân vào ngày 8 tháng 2, 1989. Lườn tàu được bán cho hãng Southwest Recycling, Inc. tại Terminal Island, California vào ngày 9 tháng 12, 1991 để tháo dỡ. Mỏ neo của con tàu được bảo tồn và trưng bày tại công viên Navy Pier, Chicago từ ngày 11 tháng 11, 1995.

## Phần thưởng
Chicago đã được tặng thưởng các danh hiệu Đơn vị Tuyên dương Hải quân và Đơn vị Tuyên dương Anh dũng Hải quân, một Ngôi sao Chiến trận trong Thế Chiến II, và thêm 11 Ngôi sao Chiến trận khác khi phục vụ trong cuộc Chiến tranh Việt Nam.
|  |                                         |             |
|  | Bronze star · Bronze star               |             |
|  |                                         | Bronze star |
|  |                                         |             |
|  | Silver star · Silver star · Bronze star |             |
|  |                                         |             |

| Dãi băng Hoạt động Tác chiến                      |                                                         |                                                         |                                                                         |
| Đơn vị Tuyên Dương Hải quân                       | Đơn vị Tuyên dương Anh dũng với 2 Ngôi sao Chiến trận   | Đơn vị Tuyên dương Anh dũng với 2 Ngôi sao Chiến trận   | Dãi băng Hiệu quả Hải quân với 1 dấu "E"                                |
| Huân chương Phục vụ Trung Hoa                     | Huân chương Chiến dịch Hoa Kỳ                           | Huân chương Chiến dịch Hoa Kỳ                           | Huân chương Chiến dịch Châu Á-Thái Bình Dương với 1 Ngôi sao Chiến trận |
| Huân chương Chiến thắng Thế Chiến II              | Huân chương Phục vụ Chiếm đóng Hải quân                 | Huân chương Phục vụ Chiếm đóng Hải quân                 | Huân chương Phục vụ Phòng vệ Quốc gia                                   |
| Huân chương Viễn chinh Lực lượng Vũ trang         | Huân chương Phục vụ Việt Nam với 11 Ngôi sao Chiến trận | Huân chương Phục vụ Việt Nam với 11 Ngôi sao Chiến trận | Huân chương Phục vụ Nhân đạo                                            |
| Huân chương Anh Dũng Bội Tinh (Việt Nam Cộng Hòa) | Huân chương Dân vụ Bội tinh (Việt Nam Cộng Hòa)         | Huân chương Dân vụ Bội tinh (Việt Nam Cộng Hòa)         | Huân chương Chiến dịch Bội Tinh (Việt Nam Cộng Hòa)                     |